# Stefano Barberi
Stefano Barberi (São Paulo, 27 maart 1984) is een Braziliaans voormalig professioneel wielrenner.
Barberi begon op achtjarige leeftijd met mountainbiken. Toen zijn familie van Brazilië naar Florida verhuisde bleef hij mountainbiken en in 2002 deed hij namens de Verenigde Staten mee aan de Wereldkampioenschappen mountainbiken voor junioren.

## Overwinningen
1999
- Staatskampioen mountainbiken Florida

2000
- Staatskampioen mountainbiken Florida

2004
- Florida State Criterium
- 1e etappe Colorado Cyclist Classic (U23)

2006
- 2e etappe Ronde van Toona

2007
- Stazio Criterium
- Eindklassement Mt. Hood Cycling Classic

2012
- 2e etappe Tour of Murrieta